# Samsung Galaxy A71
Samsung Galaxy A71 — смартфон, розроблений Samsung Electronics, що входить до серії Galaxy A. Був анонсований 12 грудня 2019 року разом з Samsung Galaxy A51, а реліз відбувся 17 січня 2020 року.
Лінійка A71 складається з моделей SM-A715F/DS, SM-A715F/DSN та SM-A715F/DSM. Ключові поркащення в порівнянні з попередньою моделлю Samsung Galaxy A70: нова операційна система Android 10, чипсет Qualcomm SDM730 та вдосконалена камера.
Стандартний 5G варіант телефону був представлений у квітні 2020 року, а варіант 5G UW у липні 2020 року.

## Дизайн
Екран виконаний зі скла Corning Gorilla Glass 3. Корпус виконаний з пластику.
Знизу знаходяться роз'єм USB-C, динамік, мікрофон та 3.5 мм аудіороз'єм. Зверху розташований другий мікрофон. З лівого боку розташований слот під 2 SIM-картки або 1 SIM-картку і карту пам'яті формату MicroSD до 1 ТБ. З правого боку знаходяться кнопки регулювання гучності та кнопка блокування смартфону.
В Україні Samsung Glalaxy A71 продається в 4 кольорах: Блакитна призма, Чорна призма, Срібна призма та Біла призма.

## Технічні характеристики

### Апаратне забезпечення

#### Платформа
Глобальна версія смартфона отримала процесор Qualcomm Sanpdragon 730, а філіппінська — Qualcomm Sanpdragon 730G. Обидва процесори працюють в парі з GPU Adreno 618.

#### Акумулятор
Акумуляторна батарея отримала об'єм 4500 мА·год та підтримку швидкої зарядки на 25 Вт.

#### Камера
Смартфон отримав основну квадрокамеру 64 Мп, f/1.8 (ширококутний) + 12 Мп, f/2.2 (ультраширококутний) + 5 Мп, f/2.4 (макро) + 5 Мп, f/2.2 (сенсор глибини) з фазовим автофокусом та здатністю запису відео в роздільній здатності 4K@30fps. Фронтальна камера отримала роздільність 32 Мп, діафрагму f/2.2 (ширококутний) та здатність запису відео в роздільній здатності 1080p@30fps. Також основна камера має Супер стійку оптичну стабілізацію.

#### Екран
Екран Super AMOLED Plus, 6.7", FullHD+ (2400 × 1080) зі щільністю пікселів 393 ppi, співвідношенням сторін 20:9 та круглим вирізом під фронтальну камеру, що знаходиться зверху в центрі. Також в екран вмонтований сканер відбитку пальця.

#### Пам'ять
Смартфон продається в комплектаціях 6/128 та 8/128 ГБ. В Україні офіційно продавалася версія лише на 6/128 ГБ.

### Програмне забезпечення
Смартфон був випущений на One UI 2.1 на базі Android 10. Був оновлений до One UI 3.1 на базі Android 11. Galaxy A71 також має технологію Samsung Knox для покращеного захисту.

## Історія
Спочатку в грудні 2019 року відбувся анонс та реліз Samsung Galaxy A71 разом з Samsung Galaxy A51. Потім в квітні 2020 року був анонсований 5G варіант смартфону з процесором Exynos 980 та трішки зміненим дизайном задньої панелі. У липні того ж року з'явилася 5G ultra-wideband версія з підтримкою mmWave та процесором Qualcomm Snapdragon 765G. Продається тільки в американського оператора Verizon.